# Сава Петровић Грмија
Сава Петровић Грмија (Приштина, 23. јул 1882 — Лозница, 28. октобра 1914) је био српски официр и четник, четнички војвода и шеф горског штаба у време борбе за Македонију на почетку 20. века.

## Биографија
Родио се 23. јула 1882. у Приштини, тада у Османском царству. Српску основну школу завршио је у Приштини а пет разреда гимназије у Скопљу и Солуну. Године 1905. кришом је пребегао у Краљевину Србију и ступио у Други пешадијски пук Књаз Михаило у Нишу. После годину дана уписује и завршава Војну академију, након чега службује као водник у 12. пешадијском пуку Цар Лазар у Крушевцу. У четничку акцију укључио се 1907. где је учествовао у борбама у Поречу, где је почетком 1907. наименован за шефа горског штаба.
У Првом балканском рату као водник у првом прекобројном пешадијском пуку учествује у борбама на караули Свирци. Учествовао је и у борбама на Косову, Битољу и Елбасану.
У Првом светском рату као командир Дворског жандармеријском одреду тражи прекоманду на прву линију и постаје командир 6. прекобројног пешадијског пука. У саставу пука учествује у борбама на Гучеву код Лознице где је погинуо 28. октобра 1914. Смрт га је затекла у чину капетана.